# Baou des Blancs
Le baou des Blancs est un sommet, un baou des préalpes de Castellane situé dans le département français des Alpes-Maritimes, au nord de Vence. Il culmine à 673 mètres d'altitude.